# Saletara liberia
Saletara liberia là một loài bướm ngày thuộc họ Pieridae. Nó được tìm thấy ở Indonesia, Philippines, bán đảo Mã Lai và various islands in the region. Subspecies distanti is known by the common name Malaysian Albatross.

## Phụ loài
- Saletara liberia liberia (Ambon, Serang)
- Saletara liberia eliade (Moluccas)
- Saletara liberia panda (Java)
- Saletara liberia distanti (Peninsular Malaya, Singapore, Sumatra)
- Saletara liberia schoenbergi (Nias)
- Saletara liberia engania (Enggano)
- Saletara liberia aurifolia (Pulautelo, Batu Island)
- Saletara liberia chrysea (Nicobars)
- Saletara liberia nathalia (Luzon, Philippines)
- Saletara liberia martia (Basilan và Mindanao, Philippines)
- Saletara liberia erebina (Palawan, Philippines)
- Saletara liberia hostilia (Balabac, Philippines)
- Saletara liberia nigerrima (Sulawesi)
- Saletara liberia aurantiaca (Sula Island)
- Saletara liberia natunensis (Natuna Island)
- Saletara liberia dohertyi (Sumbawa)
- Saletara liberia obina (Obi)
- Saletara liberia chrysoberylla (Buru)

## Hình ảnh

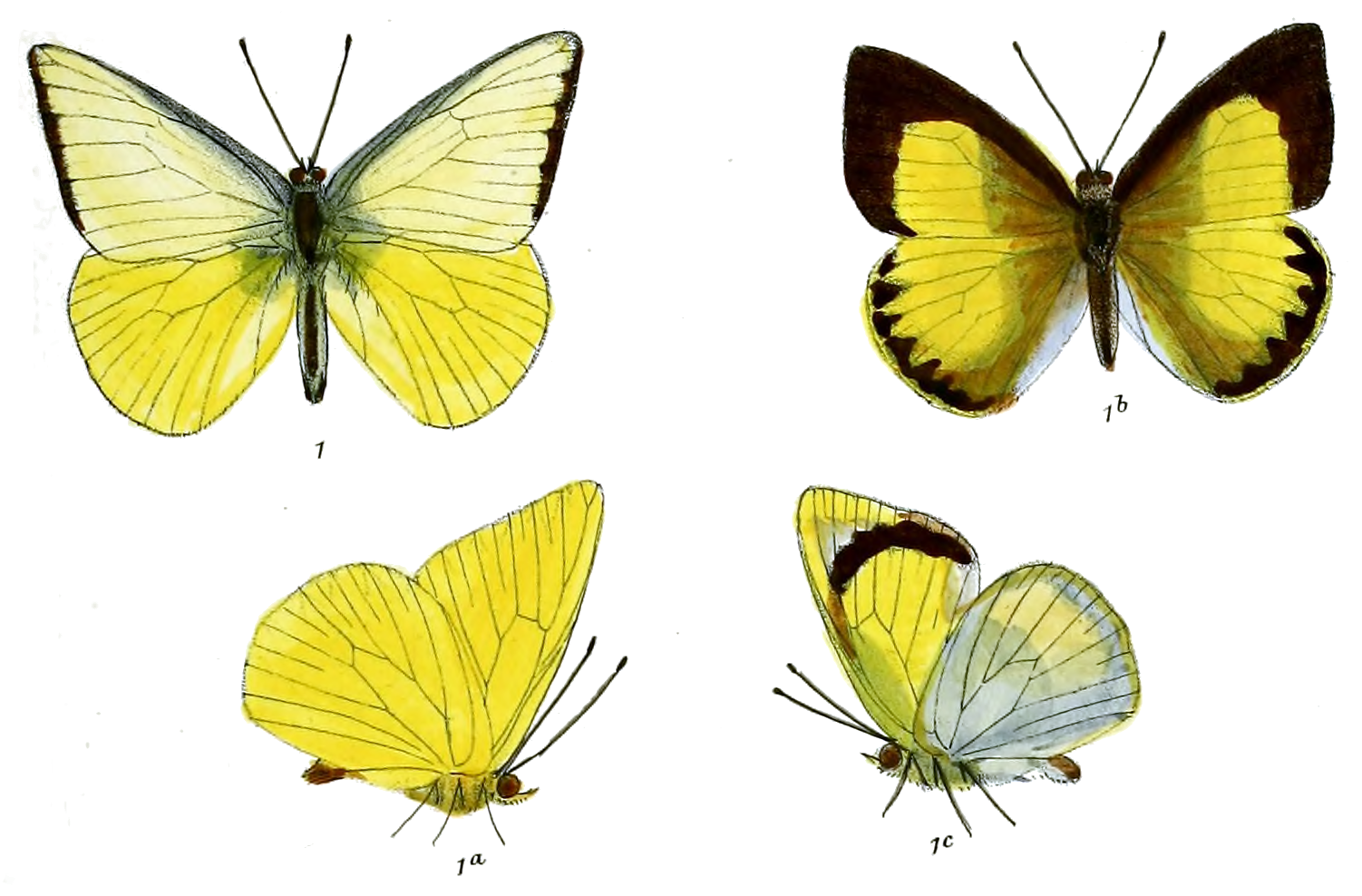
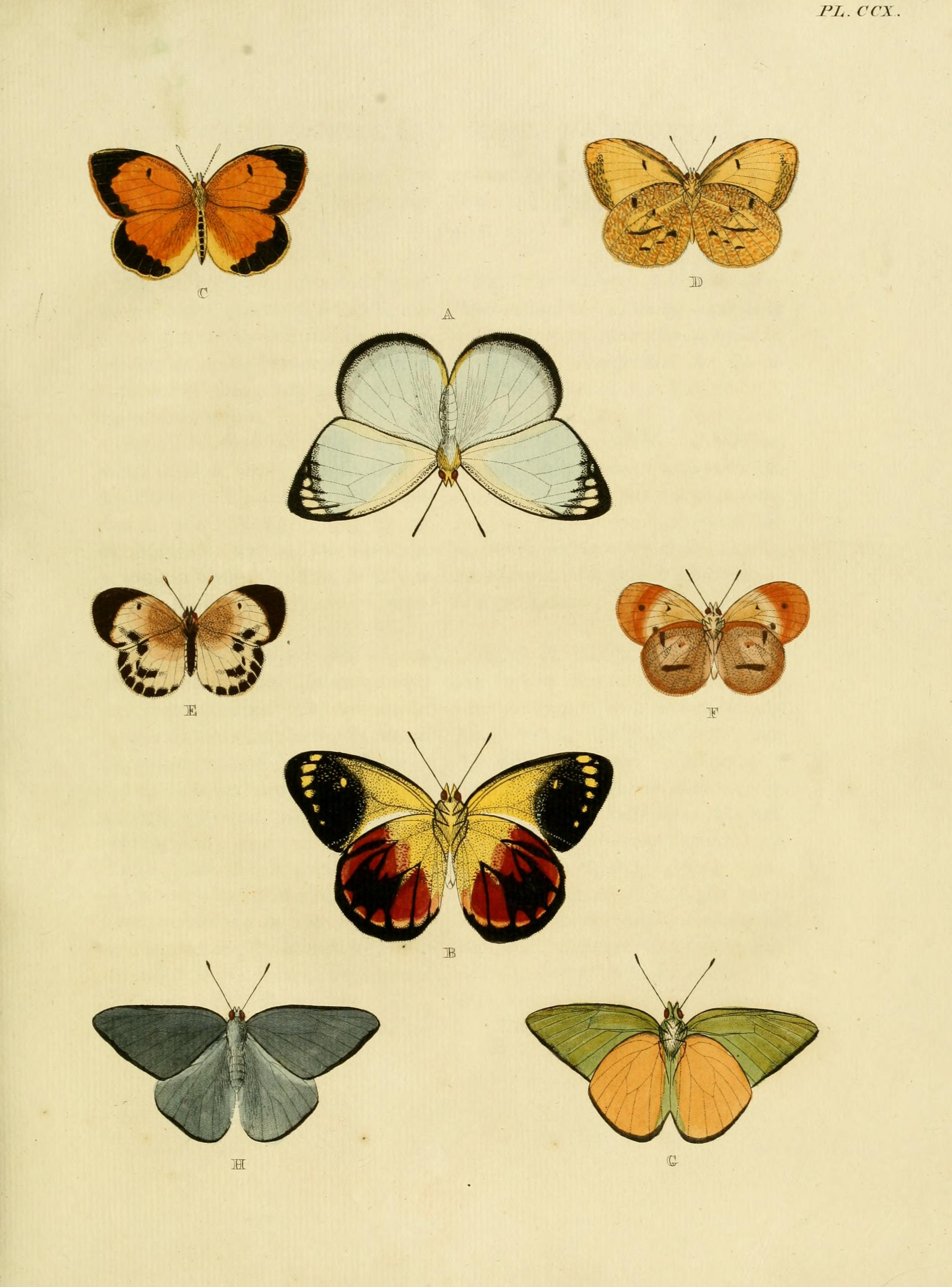
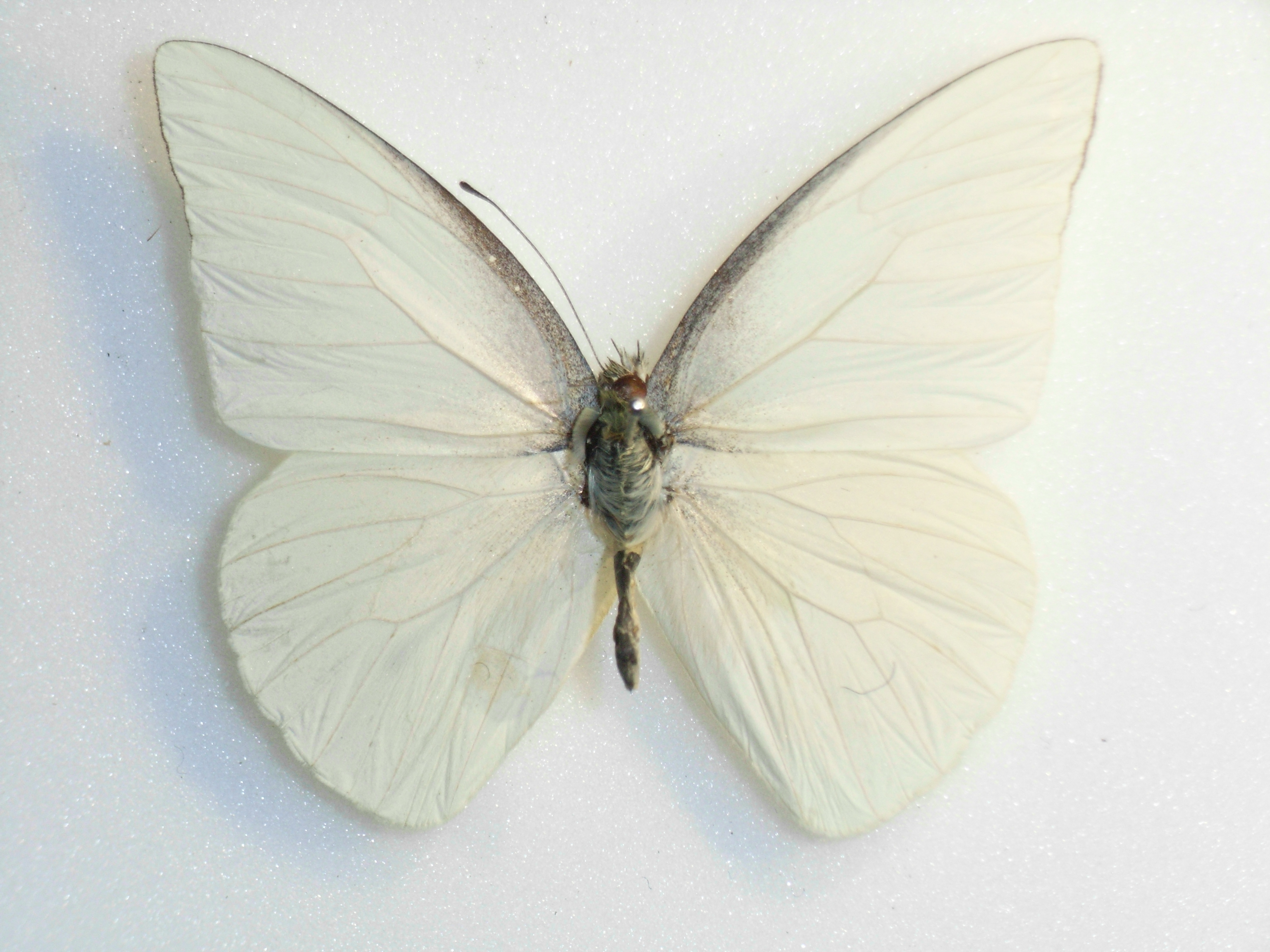
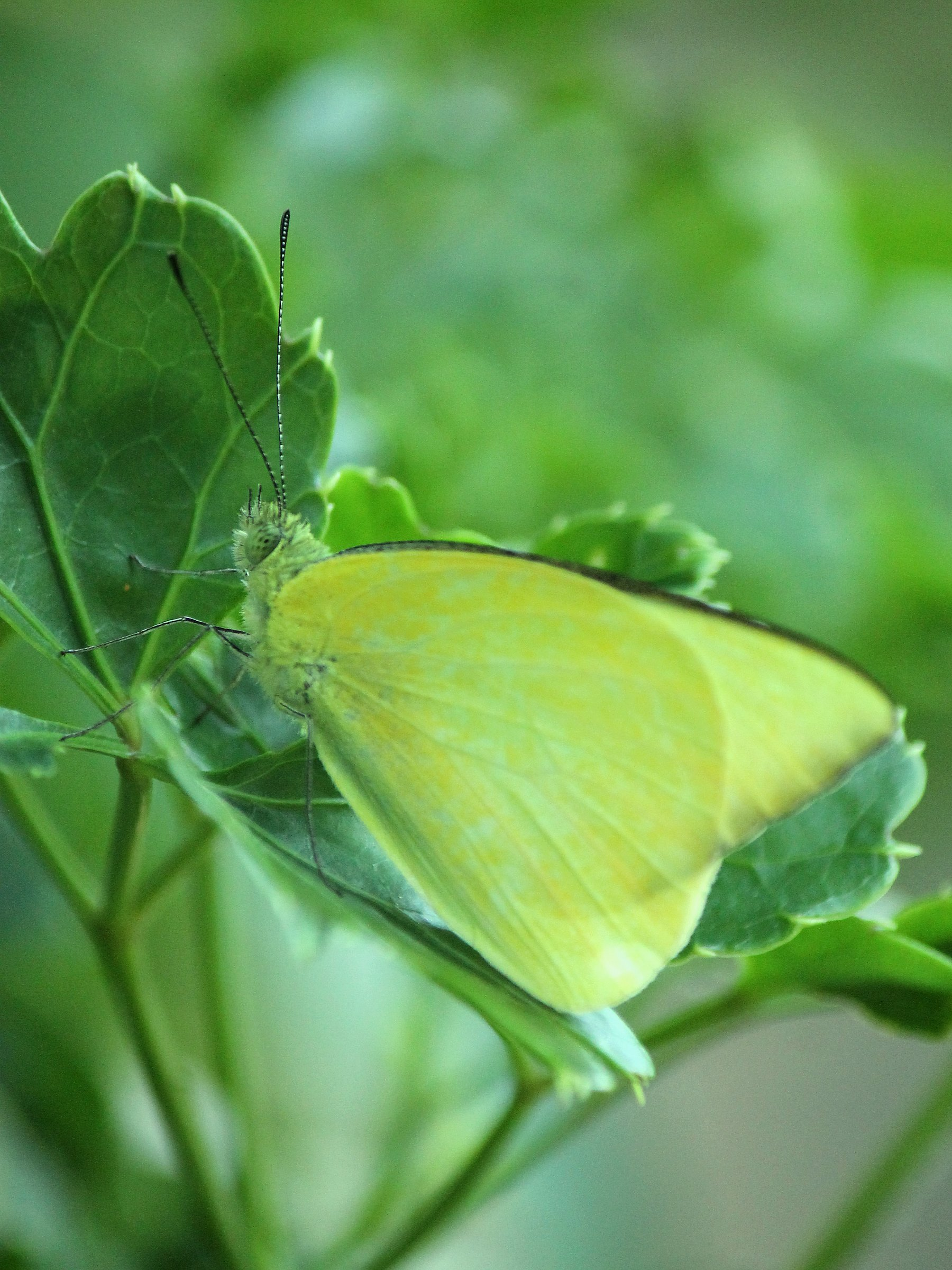